# جاديت
الجاديت أو اليَشْميت (بالإنجليزية: Jadeite)‏ هو إحدى معادن البيروكسين صيغته NaAlSi2O6. يمتلك نظام بلوري أحادي الميل. وصلادته على مقياس موس تتراوح بين 6.5 و 7.0 حسب التركيب.
يمكن أن يتواجد في ولاية كاليفورنيا في الولايات المتحدة الأمريكية وميانمار ونيوزيلندا وغواتيمالاوكازاخستان وروسيا وكولومبيا البريطانية في كندا وألاسكا في الولايات المتحدة الأمريكية وإيطاليا وتركستان.